# الیا بسی
الیا بسی (انگلیسی: Elia Bossi؛ زادهٔ ۱۵ اوت ۱۹۹۴) بازیکن والیبال اهل ایتالیا است.
او بازیکن تیم ملی والیبال ایتالیا است. از باشگاه‌هایی که در آن بازی کرده‌است می‌توان به باشگاه والیبال مودنا والی اشاره کرد.